# Atletica leggera ai Giochi della XXIX Olimpiade - Staffetta 4×400 metri maschile

Video della Finale

## Presenze ed assenze dei campioni in carica
| Competizione         | Atleta         | Prestazione | Pechino 2008 |
| -------------------- | -------------- | ----------- | ------------ |
| Olimpiadi 2004       | Stati Uniti    | 2'55”91     | Presenti     |
| Commonwealth 2006    | Australia      | 3'00”93     | Presente     |
| Europei 2006         | Francia        | 3'01"10     | Presente     |
| Coppa del mondo 2006 | Stati Uniti    | 3'00”11     | Presenti     |
| Asiatici 2006        | Arabia Saudita | 3'05”31     | Non qual.    |
| Panamericani 2007    | Bahamas        | 3'01”94     | Presenti     |
| Africani 2007        | Botswana       | 3'03”16     | Riserva      |
| Mondiali 2007        | Stati Uniti    | 2'55”56     | Presenti     |

## Finale
Gli americani conducono la gara dall'inizio alla fine. Jeremy Wariner corre la frazione più veloce: 43"18, portando la nazionale USA al record olimpico. Per il secondo posto è battaglia fino all'ultimo metro: prevalgono i caraibici delle Bahamas sui russi per 3 centesimi di secondo. Il quartetto russo ha stabilito il record nazionale (miglior frazionista Denis Alekseev con 43"35).
Primato nazionale anche per il Belgio, quinto, con Jonathan Borlée che corre in un sorprendente 43"62.
I tempi per le posizioni dalla quarta all'ottava sono i migliori di sempre.

## Squalifica per doping
Il 14 settembre 2016 un componente della staffetta russa, Denis Alekseev, viene trovato positivo alle rianalisi antidoping. Il 21 giugno 2017 la Russia viene squalificata e la medaglia di bronzo viene assegnata alla Gran Bretagna.
| Pos | Paese         | Atleti                                                                               | Tempo   |
| --- | ------------- | ------------------------------------------------------------------------------------ | ------- |
|     | Stati Uniti   | LaShawn Merritt -44"4 Angelo Taylor -43"7 David Neville -44"11 Jeremy Wariner -43"18 | 2'55"39 |
|     | Bahamas       | Andretti Bain Michael Mathieu Andrae Williams Chris Brown                            | 2'58"03 |
|     | Gran Bretagna | Andrew Steele Robert Tobin Michael Bingham Martyn Rooney                             | 2'58"81 |
| 4   | Belgio        | Kévin Borlée Jonathan Borlée Cédric van Branteghem Arnaud Ghislain                   | 2'59"37 |
| 5   | Australia     | Sean Wroe John Steffensen Clinton Hill Joel Milburn                                  | 3'00"02 |
| 6   | Polonia       | Rafał Wieruszewski Piotr Klimczak Piotr Kędzia Marek Plawgo                          | 3'00"02 |
| 7   | Giamaica      | Michael Blackwood Ricardo Chambers Sanjay Ayre Lanceford Spence                      | 3'01"45 |
| dq  | Russia        | Maksim Dyldin Vladislav Frolov Anton Kokorin Denis Alekseev                          | 2'58"06 |

Legenda:
- RO = Record olimpico;
- RMS = Migliore prestazione mondiale dell'anno;
- RN = Record nazionale;
- NP = Non partiti.